# Alsaticopithecus leemani
Alsaticopithecus leemani — викопний вид їжакоподібних ссавців родини Amphilemuridae. Вид  існував в еоцені (50 млн років) в Європі. Скам'янілі рештки знайдені в Німеччині.